# 王妃 (朝鮮)
王妃（ワンビ/おうひ）は、李氏朝鮮時代における王の正妃（正妻）の身位、またはその身位にある人をいう。王后。敬称は「殿下」であり、品階は定められていない。歴代の王妃については朝鮮王后の一覧を参照に。
居住する「中宮殿」から一般には、｢中殿｣と呼ばれ、その他には「国母」「内殿」「坤殿」「壼位」「壼極」「聖女」の異称がある。

## 概要
高麗時代には王妃（王后）の身位を持つ妻は複数存在した。李氏朝鮮においても、初代太祖には郷妻・神懿王后と京妻・神徳王后（郷里にいる正妻と都にいる第二夫人）がおり、両者の差はそれほど大きくなかった。しかし、神懿王后の子の太宗により、正妻と側妻を区別する命令がなされたため、正妃とその他後宮との差は歴然とされ、王子女の嫡庶も厳格な区別がされるようになった。
王妃の座に就く事例は様々であったが、基本的には、王や王世子が婚姻する年齢になると国が禁婚令を発効し、妃選びの揀択の手続きを経て、冊立されるのが通例である（夫が王世子の場合、世子嬪に冊封され、後に夫が王になるとそのまま王妃になる）。基本的に王妃が不在であることは避けられるため、王（世子）の存命中に王妃（世子嬪）が死去すると、揀択を経て新しく冊立されるか、後宮より昇格して冊立される。他に、王子の夫人であった者が、夫が王位に登極することでに王妃に冊立されたり、夫が王に追尊され冊立された事例がある。夫が即位し本人が世子嬪のまま没した場合は、王妃の位が追贈される。一時王妃であったものの後に降格された禧嬪張氏を除き、王妃はすべて両班出身である。
王妃が存命中に夫である王が崩御した場合は、王妃が大妃や大王大妃に昇格することが慣例となっていた。居住する中宮殿は、景福宮が正宮の際には交泰殿となり、昌徳宮が正宮の際には大造殿となる。
1894年（高宗31年）12月17日に甲午更張の際に清に対する事大体制を廃止し、独立して王室の儀式を自主国として格を上げ、称号を王后と王太后に改善し、敬称は陛下とした。続いて1897年（光武元年）10月12日の大韓帝国が成立し、朝鮮国王が大韓帝国皇帝と格上げされると、王后も皇后に改称された。そして、1899年（光武3年）12月7日に太祖・荘祖・正祖・真宗・憲宗・哲宗などの王が皇帝に追尊された際、その妃たちにも皇后の諡号が追尊された。